# العمر لحظة (مسلسل)
العمر لحظة، مسلسل كويتي، من إخراج البيلي أحمد، وتأليف محمد البجلاتي.

## ملخص القصة
تدور الأحداث في إطار درامي اجتماعي حول السيدة (سعاد المنصوري)، التي تربي أبناءها بمساعدة زوجها الثاني والذي تزوجته بعد غياب الزوج الأول، حتى يظهر الزوج الأول، ونكتشف أنه كان مسجونا بتهمة تجارة المخدرات، ويحاول البحث عنها، وفي نفس الوقت يموت الزوج الثاني، فماذا ستفعل (سعاد)؟

## الممثلون
هذه قائمة الممثلون الذين شاركوا في المُسلسل:
- جاسم النبهان
- هدى الخطيب
- فاطمة الحوسني
- مشاري البلام
- أحمد السلمان
- نواف النجم
- أميرة محمد
- دانة حسين